# کون فروی
کون فروی (انگلیسی: Koen Verweij؛ زادهٔ ۲۶ اوت ۱۹۹۰) اسکیت‌باز سرعت اهل هلند است.